# Xaintray
Xaintray – miejscowość i gmina we Francji, w regionie Nowa Akwitania, w departamencie Deux-Sèvres.
Według danych na rok 1990 gminę zamieszkiwało 200 osób, a gęstość zaludnienia wynosiła 18 osób/km² (wśród 1467 gmin regionu Poitou-Charentes Xaintray plasuje się na 797. miejscu pod względem liczby ludności, natomiast pod względem powierzchni na miejscu 774.).